# Боруцин (Куявсько-Поморське воєводство)
Боруцин (пол. Borucin) — село в Польщі, у гміні Осенцини Радзейовського повіту Куявсько-Поморського воєводства.
Населення — 424 особи (2011).
У 1975-1998 роках село належало до Влоцлавського воєводства.

## Демографія
Демографічна структура станом на 31 березня 2011 року:
|          | Загалом | Допрацездатний вік | Працездатний вік | Постпрацездатний вік |
| -------- | ------- | ------------------ | ---------------- | -------------------- |
| Чоловіки | 210     | 34                 | 145              | 31                   |
| Жінки    | 214     | 47                 | 115              | 52                   |
| Разом    | 424     | 81                 | 260              | 83                   |